# سجلات الممالك الثلاث
سجلات الممالك الثلاث هو عمل تاريخي كتبه تشن تشو بعد سقوط الممالك الثلاث يحتوي على 65 مجلد منظم في ثلاث كتب هي كتاب واي و كتاب شو وكتاب وو.

## خلفية
تعد سجلات الممالك الثلاث نصاً تاريخياً صينياً يغطي تاريخ أواخر عهد أسرة هان الشرقية وتاريخ الممالك الثلاث.
قام المؤرخ تشن تشو بكتابته بعد أن قامت أسرة جين (265-420) بتوحيد الممالك الثلاث عقب سقوط أسرة هان الشرقية.
ينظر له على أنه النص الموثوق لتلك الفترة. وقدم الأساس لرومانسية الممالك الثلاث.
أصبح تشن تشو كاتباً رسمياً عند أسرة جين.

## المنشأ
سجلات الممالك الثلاث تعد جنب إلى جنب مع كتاب هان وسجلات المؤرخ الكبير مجموعة كتب تغطي تاريخ مملكة هان ويحتوي الكتاب على 65 مجلد وحوالي 360.000 حرف صيني مقسم إلى ثلاث كتب: كتاب واي وكتاب شو وكتاب وو.
يحتوي كتاب واي على 30 مجلد بينما كتاب شو 15 مجلد وكتاب وو 20 مجلد ويعود صغر عدد مجلدات شو إلى عدم وجود وثائق كافية عنها بل هي مؤلفات كتبها الكاتب عن ذكرياته و حياته المعاصرة.
يتم تنظيم كل مجلد في شكل واحد أو أكثر.

## الكاتب
كان الكاتب الأصلي تشن تشو الذي ولد في مقاطعة نانتشونغ ستيشوان سنة 233م معاصر لآخر سنوات الحروب الشمالية لتشوغ ليانغ وبداية سيطرة عشيرة سيما على القرار في واي بعد حادثة مقابر غاوبينغ.
وكان في بداية حياته يعمل لدى حكومة شو ثم إنتقل للعيش خارج العاصمة تشينغ دو عندما نفاه هوانغ فو.
عندما سقطت مملكة شو في سنة 263، إنتقل للعيش في عاصمة واي لويانغ وعندما تنازل إمبراطور واي عن العرش قام بخدمة الإمبراطور سيما يان حتى إنه أصبح كاتباً عند حكومة جين.

## توجهات الكاتب
عندما بدأ تشن تشو ببدء الكتابة أراد أن يفضل شو عن وو لكن الإطار العام للكتابة كان تحت إطار الخضوع لسلطة أسرة جين. ولإن جين كانت تعتبر واي خليفة شرعية لمملكة هان لذلك أمر الإمبراطور تشن تشو بإعطاء حكام واي لقب الأباطرة لإن جين كانت خليفة شرعية وإستمرار لمملكة واي عن طريق الشرعوية وأعطى حكام شو لقب اللورد وأمر بتلقيب حكام وو بأسمائهم (ربما بسبب خسائر سيما يان في فتح وو)[بحاجة لمصدر]
وكانت هذه التوجهات تفصح عن خضوع الكاتب لأوامر الإمبراطور جين ومن وجهة نظر أخرى كان سيما يان يحترم ويحب أباطرة واي.

## مواضيع السجل
قام تشن تشو بتقسيم سجله لثلاثة كتب وهم كتاب واي وكتاب شو وكتاب وو
كان كتاب واي أساسا عن سجل واي الذي كتب في فترة سابقة وكتاب شو أساسا عن ذكرياته الشخصية وكان كتاب وو أساسا عن كتاب وو الذي كتبه الكاتب بو زي.

### محتويات الكتب
- كتاب واي كان كتاب واي مؤلفا من 30 مجلداً يتضمن على حوليات الإمبراطور وو تساو تساو ويحتوي على حوليات الإمبراطور وين تساو بي وأيضاً يحتوي على حوليات الإمبراطور تساو روي

وحوليات الأباطرة الشباب تساو فانغ، تساو ماو، تساو هوان. كما يحتوي على حوليات الزوجات وأيضاً يحتوي على السير الذاتية للمستشارين مثل تشينغ يو-شون يو-جو جيا-سيما يي-سيما زاو-شياهو دان-يو جين-تساو رين وكذلك يحتوي على المراسلات و خطابات التعيين.
- كتاب شو كان كتاب شو يحتوي على 15 مجلداً تتكون في معظمها على تفاصيل الحروب وأسماء الزوجات والأبناء والأباطرة والجنرالات.

- كتاب وو كان كتاب وو يحتوي على 20 مجلداً تتكون من سيرة سون جيان وسيرة سون سي والأباطرة وسون هاو والحروب وتاريخ إمبراطورية وو.

## النصوص والترجمات
كتبت هذه السجلات بلغة الهان القومية الأكثر انتشارا.
وعندما ترجم جزء من هذا العمل كانت النتيجة حروفا وكلمات منتظمة و متناسقة جدا والنص الأتي يبين:
«في السنة الرابعة والعشرين من جيان أن أصبح ليو باي ملكا على خان زونغ وعين كوان يو كقائد للطليعة في نفس السنة قاد كوان يو رجاله لمهاجمة تساو رين في فان فأرسل السيد تساو تساو يوجين لمساعدة تساو رين.في الخريف تسببت الأمطار في فيضان نهر هان فغرقت الجيوش السبعة».
من أهم ميزات هذا السجل أنه أول وثيقة تاريخية تذكر وجود اليابان. وكان تسلسل الأحداث مبنياً على نفس تسلسل أحداث الممالك الثلاث. فبدأ بالحديث عن اندلاع تمرد العمامات الصفراء. يبدأ كتاب واي بتأسيس واي وينتهي بتنازل الإمبراطور تساو هوان. ويبدأ كتاب شو بتأسيس شو وينتهي بوفاة ليو شان سنة 271م أما كتاب وو فيبدأ بتأسيس وو و وينتهي بوفاة سون هاو سنة 284.